# Орден Братів Менших Конвентуальних Францисканців
Орден Братів Менших Конвентуальних Францисканців (лат. Ordo Fratrum Minorum Conventualium, OFMConv.) — чернечий орден, який заклав св. Франциск з Асижу під назвою Братів Менших. До цієї назви майже від самого початку додали слово Конвентуальні, що означає спільноту братів (монастир). З 2019 року Генеральним Міністром Ордену є о. Карлос Альберто Тровареллі.

## Історія Ордену
Орден Братів Менших був заснований св. Франциском з Асижу в XIII столітті.

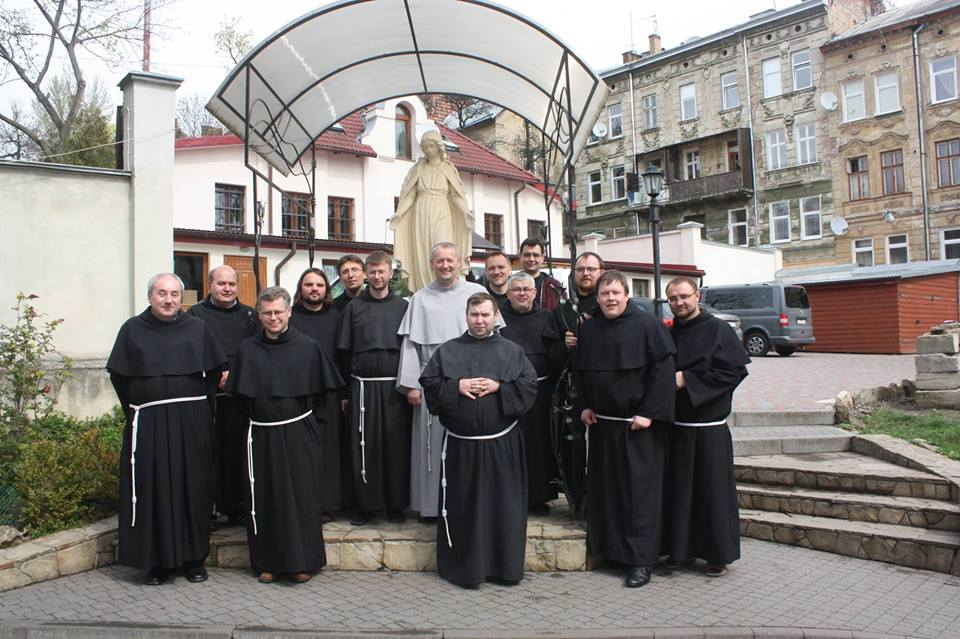

Св. Франциск, після навернення і відречення від майна у присутності єпископа Гвідона близько 1206 року, розпочав життя пустельника. Згодом до нього приєдналися послідовники, яким припав до душі стиль його життя. Пізніше св. Франциск напише у заповіті: «Бог дав мені братів». Коли братів було дванадцять, Франциск написав для них короткий устав, а Папа Інокентій III у 1209 році усно його затвердив.
Остаточно устав був затверджений 29 листопада 1223 р. спеціальною буллою  Папи Гонорія III. На той момент Орден налічував понад п'ять тисяч братів.Орден Братів Менших швидко розростався. Ще за життя засновника францисканці вже перебували у різних місцях Італії, а окрім цього у Святій Землі, Франції, Німеччині, Угорщині. До Польщі перші францисканці прибули з Чехії і в 1237 році створили свій перший монастир у Кракові. В цьому ж році брати прибули у Русь. Першим був монастир у Перемишлі, заснування якого пов'язане з появою в цьому місті єпископства. Першим єпископом був францисканець-німець і саме з його батьківщини прибули перші брати.
Незабаром появився монастир у Львові, який став центром францисканського життя у Русі впродовж століть. В цьому місті брати були безперервно від початку XIV ст. аж до сьогоднішнього дня. Від 1625 до 1947 року це було місце перебування провінціала, тут знаходилася духовна семінарія і новіціат. Також під час комуністичного режиму францисканці були присутні у Львові в особі о. Рафала Керницького, довголітнього настоятеля латинської катедри.

## Брати Менші Конвентуальні в Україні
Найстаршим місцем, куди прибули францисканці після урядових змін, був Львів. Сюди в червні 1991 року приїхав перший брат (о. Луціан Шиманський), а до нього приєдналися інші. В 2000 році брати заклали монастир у Борисполі (настоятель о. Томаш Риба), а в 2001 р. до Галича (Більшівців) був висланий о. Владислав Лізун. В 2005 році ми розпочали роботу в Кременчуці, куди першим доїджав о. Едвард Кава. З 2010 року францисканці перебувають у Мацьківцях (Хмельницька обл.).
Спочатку львівський монастир мав статус місії, але від 2001 року, коли вже було організовано 3 монастирі, призначили Делегата Провінціала на Україні. Першим Делегатом був о. Кшиштоф Козьол, а від 2004 року — о. Григорій Цимбала. У 2008—2017 рр. настоятелем Делегатури був Едвард Кава до моменту призначення його єпископом-помічником Львівської архідієцезії. Його наступником став о. Станіслав Кава.
Орденом Братів Менших Конвентуальних керує Генеральний Міністр, якого обирають на шість років каденції Провінціали і Делегати з кожної провінції Ордену всього світу. На даний час Генеральний Міністр Ордену — о. Марко Таска, обраний на капітулі у 2007 році. Він є 119 наступником св. Франциска з Асижу. Генералу керувати Орденом допомагає рада (генеральне дефініторіум).

## Структура ордену
В склад дефініторіуму входять: вікарій Ордену і секретар, а також генеральні асистенти — відповідальні за регіони світу (цетуси). Орден складається з семи цетусів. Делегатура на Україні входить до складу Цетусу Східної Європи (CEO). Асистент CEO — о. Яцек Цюпінський. В склад CEO входять: Провінція святих Кирила і Мефодія (Чехія), Провінція св. Єлизавети (Угорщина і Трансильванія), Провінція св. Антонія з Падуї і бл. Якова Стрепи (Краків — Польща), Провінція ПДМ Непорочної (Варшава — Польща), Провінція св. Максиміліана М. Кольбе (Гданськ — Польща), Генеральна Кустодія св. Франциска (Росія), Провінціальна Кустодія Непорочного Зачаття ПДМ (Словаччина), Провінціальна Делегатура на Білорусії, провінціальна Делегатура в Болгарії, Провінціальна Делегатура у Литві, Провінціальна Делегатура на Україні, Провінціальна Делегатура в Узбекистані, Місія в Казахстані.
Провінціальна Делегатура на Україні — це частина Провінції св. Антонія з Падуї і бл. Якова Стрепи з головним управлінням у Кракові. В склад Провінції входять: 23 монастирі Польщі, Кустодія у Словаччині (4 монастирі), Кустодія у Болівії (4 монастирі), Делегатура в Німеччині (4 монастирі), Делегатура в Узбекистані (5 монастирів), місія в Уганді (2 монастирі), місія в Перу (3 монастирі), Місія в Парагваї (3 монастирі), 1 монастир в Італії і 2 монастирі в США. Провінціальний Міністр з 2012 року — о. Марян Голомб.
В склад Делегатури входить п'ять монастирів на Україні: у Львові, Борисполі, Більшівцях, Кременчуці і Мацьківцях.
Орден з волі самого Отця Франциска від заснування є справжнім братерством, адже всі брати творять одну родину, беручи участь у житті і діяльності спільноти, кожен згідно зі своїм покликанням. Всі мають рівні права і обов'язки, за винятком тих, які пов'язані зі свяченнями, тому що Церква зараховує наш Орден до духовних інституцій. Св. Франциск прагнув, щоб його брати називалися Братами Меншими, «щоб його учні з самої назви розуміли, що вони прийшли до школи смиренного Ісуса вчитися покори».

## Духовність
Об'єднання братів у братню монастирську спільноту сприяє зростанню побожності, більш впорядкованому життю, спільній молитві, кращій формації кандидатів, навчанню теології та іншим апостольським ділам, які виконуються в служінні Церкви так, щоб Христове Царство, під особливою опікою Непорочної, поширювалося у всьому світі.
В Ордені молитовне життя тісно пов'язане з апостольською діяльністю, якою займаються священики у співпраці з семінаристами і звичайними братами. Весь Орден і кожен брат зокрема, для спільного добра всього Божого народу, безпосередньо підпорядковується Папі.
Фундаментом Ордену є чернечі обіти, якими брати присвячують себе євангелічному життю в досконалій любові, зв'язуючи себе у публічній обітниці вузлами послуху, убогості і чистоти. Цим, через посередництво Церкви, вони віддають себе цілковито Богу, так як і живучи у спільноті та виконуючи Устав і Конституцію Францисканського Ордену. Від моменту вічних обітів брати остаточно належать до Ордену.

### Францисканський дух особливо зростає через
- неподільну любов до Бога — Найбільше Добро; з цією любов'ю міцно пов'язане  прагнення все відродити у Христі;
- схожість на Христа, який є джерелом і початком всіх благодатей, втілюючи у своєму житті Його таємниці в єдності з Непорочною Матір'ю і всією Церквою;
- любов до людей, проголошення і зміцнення серед них миру і Христового Царства, а також взаємну братню любов;
- служіння Господу в світі життям в убогості, покорі, простоті і радості серця.

### Брати обітами послуху, убогості і чистоти
- особливим чином жертвують себе, безпосередньо і цілковито, Богу;
- краще пристосовуються до такого життя, яке обрав Христос, а також у особливий спосіб єднаються з Церквою і її спасенною місією;
- повніше виражаючи освячення, яке здійснилося у хрещенні, пробуджують запал любові, вдосконалюються на дорозі паломницького і покутного життя, а також добровільно відрікаються від матеріального добра, яке так сильно ціниться у світі.

Устав, тобто спосіб життя Братів Менших, який затвердив Папа Гонорій III, є основним законом для всього Ордену. Брати докладають всіх старань, щоб Устав, Конституцію і статути виконувати так, як цього вимагає зобов'язання, що виникає з обітів, з любові до євангелічної досконалості, згідно з духом Ордену.
Орден поділяється на провінції, що складаються з монастирів, тобто спільнот, до яких брати належать як до однієї родини.
[з Конституції Ордену Братів Менших Конвентуальних]